# Hypomecis luridula
Hypomecis luridula là một loài bướm đêm trong họ Geometridae.